# Dendropsophus pauiniensis
Dendropsophus pauiniensis är en groddjursart som först beskrevs av Heyer 1977.  Dendropsophus pauiniensis ingår i släktet Dendropsophus och familjen lövgrodor. IUCN kategoriserar arten globalt som livskraftig. Inga underarter finns listade i Catalogue of Life.